# 珀氏蜥形脂鯉
珀氏蜥形脂鯉，為輻鰭魚綱脂鯉目脂鯉亞目脂鯉科的其中一個種。分布於南美洲亞馬遜河、马代拉河及普魯斯河流域，體長可達7.5公分，棲息在底中層水域，生活習性不明。